# Плезент Плејнс (Арканзас)
Плезент Плејнс (енгл. Pleasant Plains) град је у америчкој савезној држави Арканзас.

## Демографија
По попису из 2010. године број становника је 349, што је 82 (30,7%) становника више него 2000. године.
| Група             | 2000.       | 2010.       |
| Белци             | 248 (92,9%) | 334 (95,7%) |
| Афроамериканци    | 0 (0,0%)    | 0 (0,0%)    |
| Азијати           | 0 (0,0%)    | 1 (0,3%)    |
| Хиспаноамериканци | 13 (4,9%)   | 9 (2,6%)    |
| Укупно            | 267         | 349         |